# Iris foetidissima
El lliri pudent (Iris foetidissima) és una espècie de planta que pertany a la família de les iridàcies.

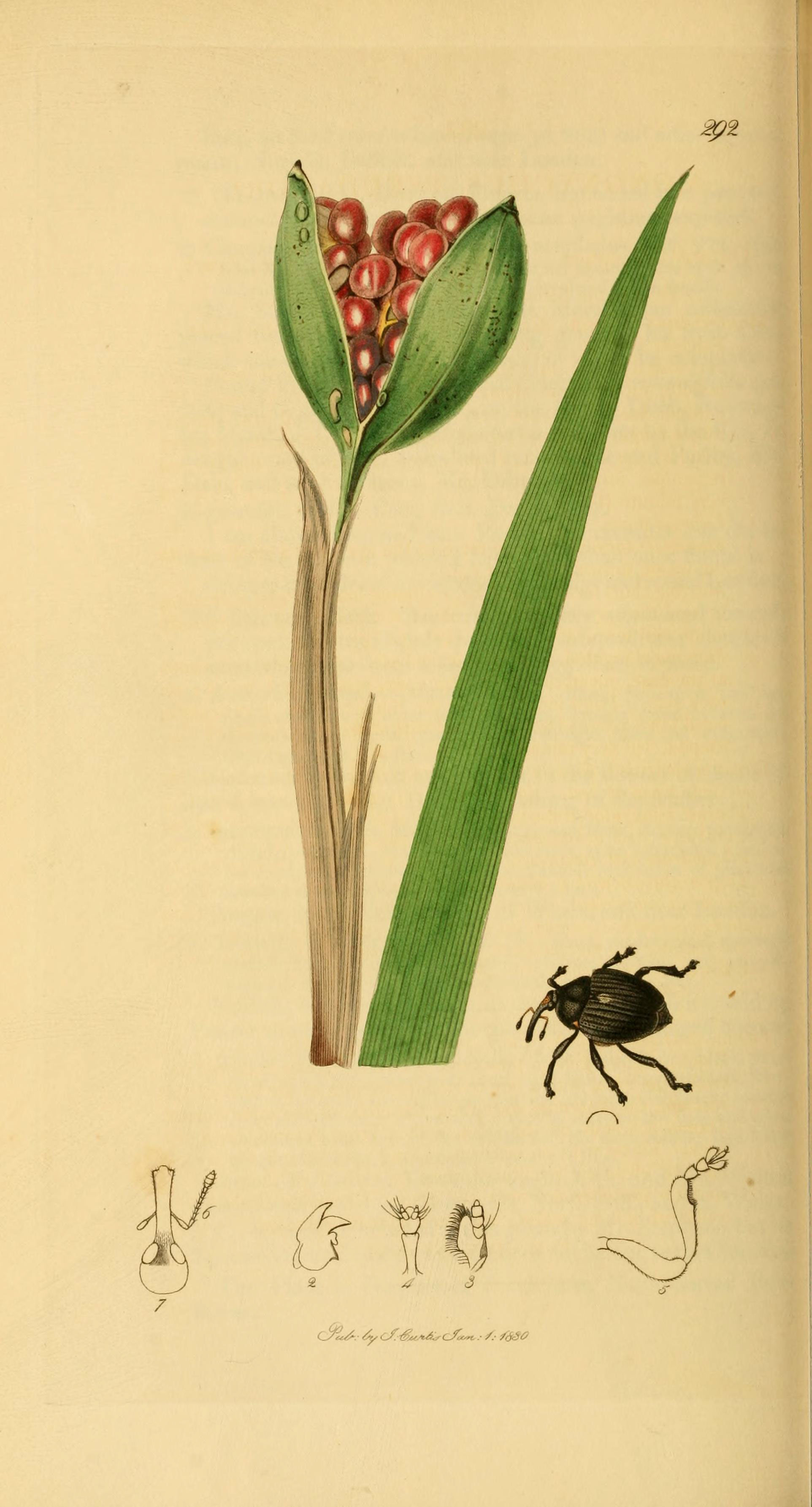
Il·lustració

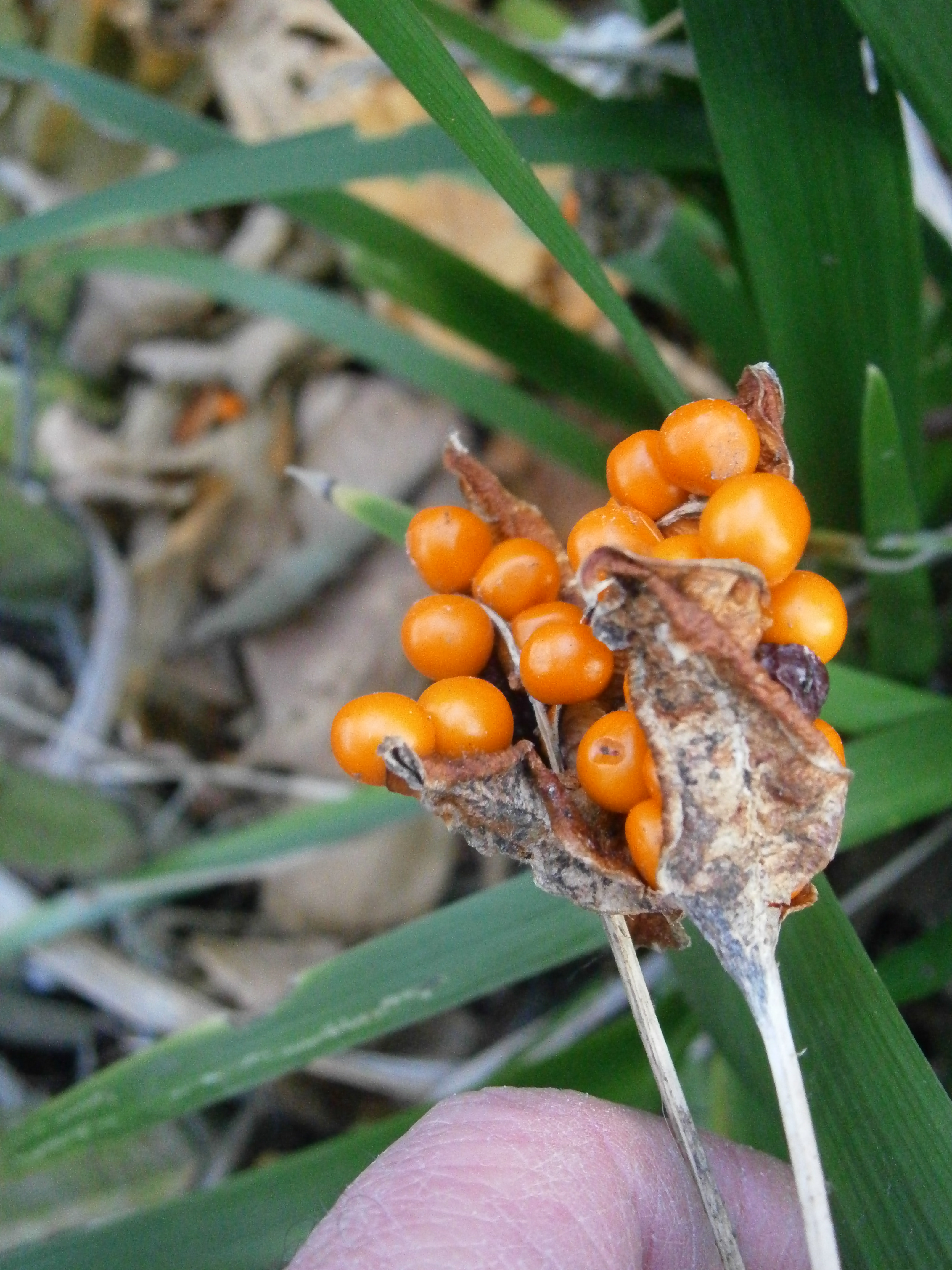
Fruits

## Descripció
Igual que els altres lliris, el lliri pudent està proveït d'un gruixut i perllongat rizoma. Les seves fulles són perennes, embeinants, en forma d'espasa i, pràcticament totes, radicals; les tiges són oposades. Les flors apareixen en grups de fins a 3, a l'extrem d'un escap floral de 30-40 cm. Són grans i d'un color blau pàl·lid matisat de groc. Les peces que componen la flor són més estretes que les d'altres lliris. El fruit és una càpsula ovoide que s'obre en valves, deixant al descobert vistoses llavors vermelles que romanen durant molt de temps adherides a les valves.

## Hàbitat
És molt freqüent en els boscos galeria. Li agrada créixer en sòls ben drenats.

## Distribució
De les Illes Açores a Sicília i de Gran Bretanya a l'Àfrica del nord.

## Toxicitat
Tant els rizomes com les fulles d'aquesta planta són tòxics per ingestió causant vòmits i diarrea.
També se coneix la toxicitat causada per glicòsids i que afecta principalment al fetge.

## Usos
Els rizomes d'aquesta planta s'han emprat en decocció com a purgants, analgèsic i contra la migranya.

## Taxonomia
Iris foetidissima va ser descrita per Carl von Linné i publicat a Sp. Pl. 39 1753.
Etimologia
Iris: nom genèric anomenat així per Iris la deessa grega de l'arc iris.
foetidissima: epítet llatí que significa "la més fètida".
Citologia
Nombre de cromosomes d'Iris foetidissima (Fam. Iridaceae) i tàxons infraespecífics: 2n=40.
Sinonímia
- Xiphion foetidissimum (L.) Parl., Nuov. Gen. Sp. Monocot.: 45 (1854).
- Spathula foetidissima (L.) Fourr., Ann. Soc. Linn. Lió, n.s., 17: 163 (1869).
- Xyridion foetidissimum (L.) Klatt, Bot. Zeitung (Berlin) 30: 500 (1872).
- Iris foetida Thunb., Iris: 16 (1782).
- Iris foetida (Medik.) J.P.Bergeret, Phytonom. Univ. 2: 185 (1786), nom. illeg.
- Chamaeiris foetida Medik., Hist. & Commentat. Acad. Elect. Sci. Theod.-Palat. 6: 418 (1790).[11]